# Ford Freestyle (Indie)
Ford Freestyle  – samochód osobowy typu crossover klasy aut najmniejszych produkowany pod amerykańską marką Ford w latach 2018 — 2021.

## Historia i opis modelu

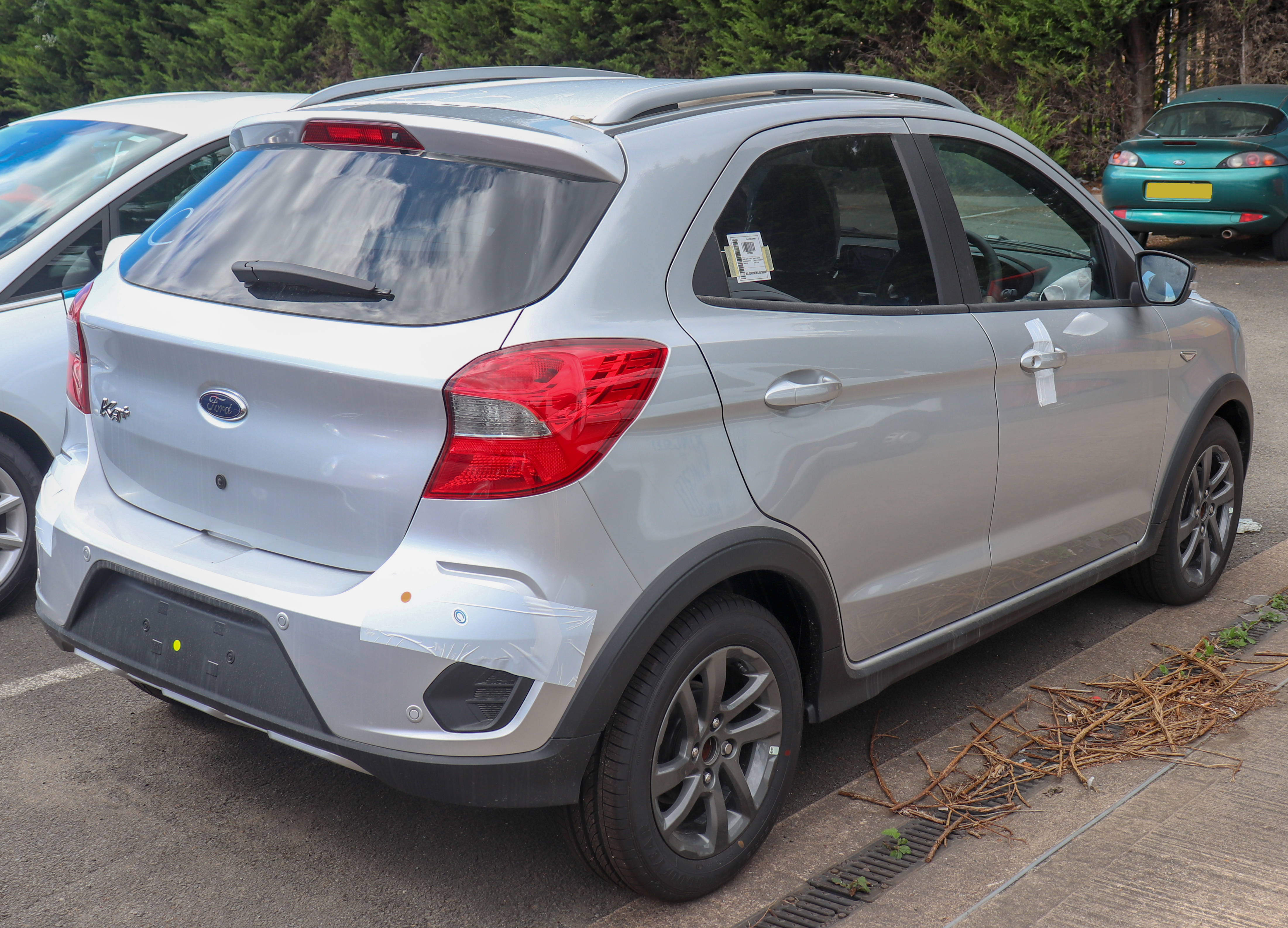
Ford Ka+ Active - tył

W 2018 roku Ford zdecydował się przywrócić do użytku znaną z lat 2005-2009 nazwę Freestyle dla miejskiego crossovera będącego uterenowioną odmianą oferowanego w Indiach i Afryce Południowej Forda Figo. W 2018 roku Ford zdecydował się importować ten model także do Europy pod nazwą Ford Ka+ Active, gdzie pojazd stał się drugim autem po Fieście z uterenowionej linii Active, potem dołączył Focus. 
Samochód ma podwyższony o 23 mm prześwit orz lekkie zmiany stylistyczne. Zmiany objęły również zawieszenie, które pomoże na nieutwardzonych drogach. Samochód występuje tylko w wersji pięciodrzwiowej.
W przeciwieństwie do Fiesty, Ka+ nie ma podniesionego rozstawu kół. Ford o rodzinie Active mówi "crossover", choć to tylko podniesione i bardziej bojowo wyglądające auta.

### Europa
Z powodu wycofania ze sprzedaży modelu Ka+ z europejskiego rynku z końcem 2019 roku, w tym samym czasie zakończył się też import Freestyle z Indii pod nazwą Ka+ Active.

### Silniki
- L4 1.2l Ti-VCT
- L4 1.5l Ti-VCT
- L4 1.5l TDCi